# Southeast Arcadia
Southeast Arcadia ist ein census-designated place (CDP) im DeSoto County im US-Bundesstaat Florida.  Das U.S. Census Bureau hat bei der Volkszählung 2020 eine Einwohnerzahl von 6.299 ermittelt.

## Geographie
Southeast Arcadia grenzt im Norden direkt an die Stadt Arcadia und liegt etwa 120 km südöstlich von Tampa. Der CDP wird vom U.S. Highway 17 (SR 35) sowie den Florida State Roads 31 und 70 durchquert bzw. tangiert.

## Demographische Daten
Laut der Volkszählung 2010 verteilten sich die damaligen 6554 Einwohner auf 2327 Haushalte. Die Bevölkerungsdichte lag bei 346,8 Einw./km². 55,5 % der Bevölkerung bezeichneten sich als Weiße, 4,9 % als Afroamerikaner, 0,6 % als Indianer und 0,5 % als Asian Americans. 35,0 % gaben die Angehörigkeit zu einer anderen Ethnie und 3,4 % zu mehreren Ethnien an. 56,7 % der Bevölkerung bestand aus Hispanics oder Latinos.
Im Jahr 2010 lebten in 43,6 % aller Haushalte Kinder unter 18 Jahren sowie 24,8 % aller Haushalte Personen mit mindestens 65 Jahren. 70,9 % der Haushalte waren Familienhaushalte (bestehend aus verheirateten Paaren mit oder ohne Nachkommen bzw. einem Elternteil mit Nachkomme). Die durchschnittliche Größe eines Haushalts lag bei 3,34 Personen und die durchschnittliche Familiengröße bei 3,58 Personen.
32,0 % der Bevölkerung waren jünger als 20 Jahre, 33,2 % waren 20 bis 39 Jahre alt, 21,2 % waren 40 bis 59 Jahre alt und 13,7 % waren mindestens 60 Jahre alt. Das mittlere Alter betrug 30 Jahre. 56,4 % der Bevölkerung waren männlich und 43,6 % weiblich.
Das durchschnittliche Jahreseinkommen lag bei 35.828 $, dabei lebten 26,1 % der Bevölkerung unter der Armutsgrenze.
Im Jahr 2000 war Englisch die Muttersprache von 62,25 % der Bevölkerung und spanisch sprachen 37,75 %.